# Trachymyrmex desertorum
Trachymyrmex desertorum är en myrart som först beskrevs av Wheeler 1911.  Trachymyrmex desertorum ingår i släktet Trachymyrmex och familjen myror. Inga underarter finns listade i Catalogue of Life.

## Bildgalleri

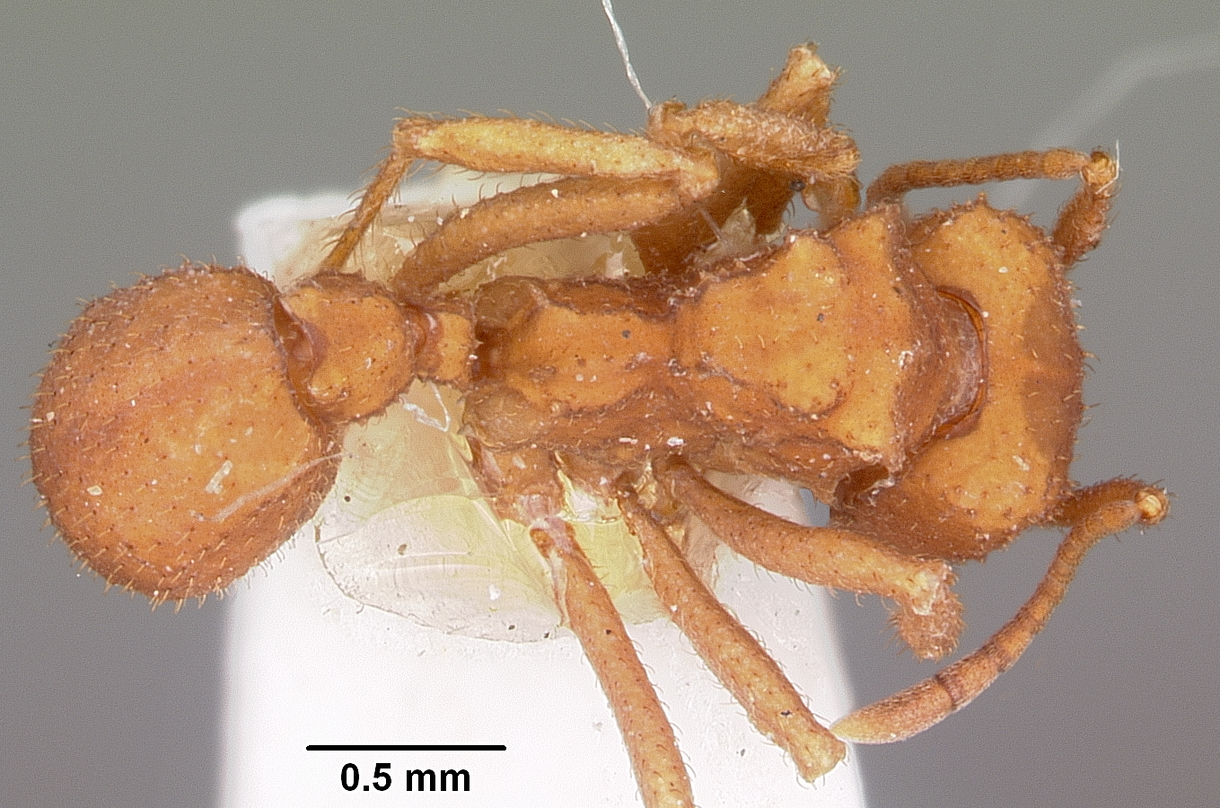
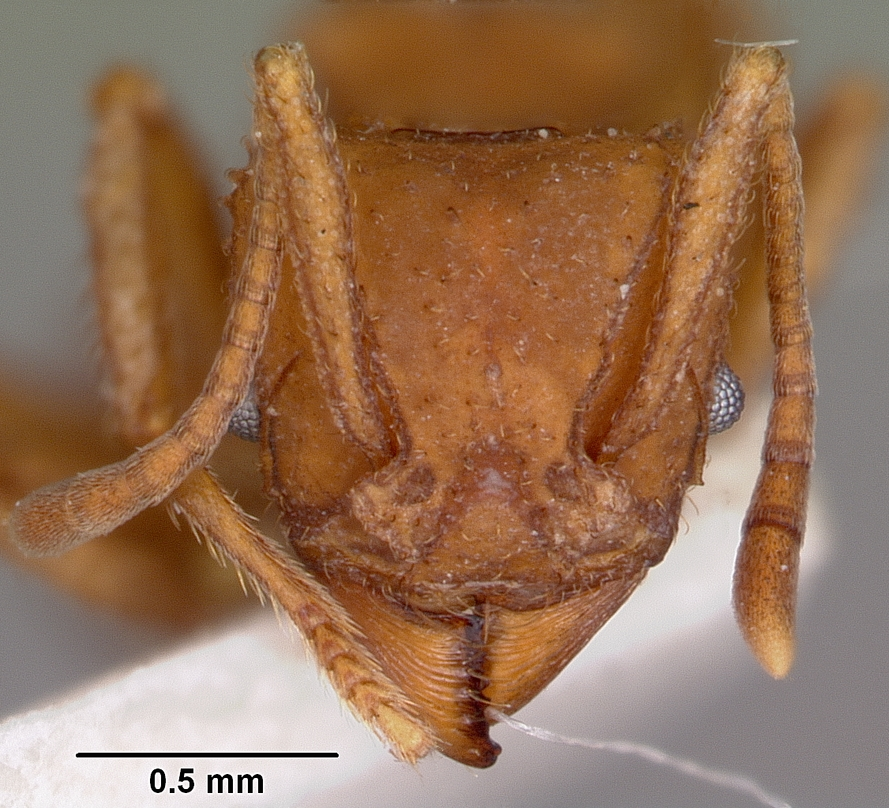
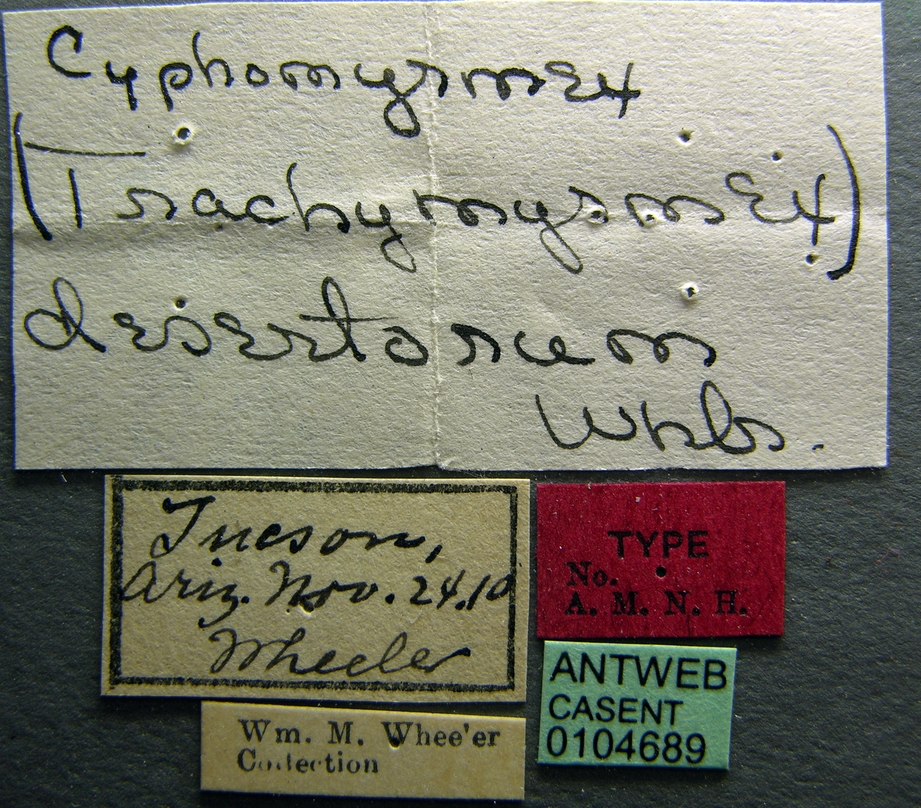
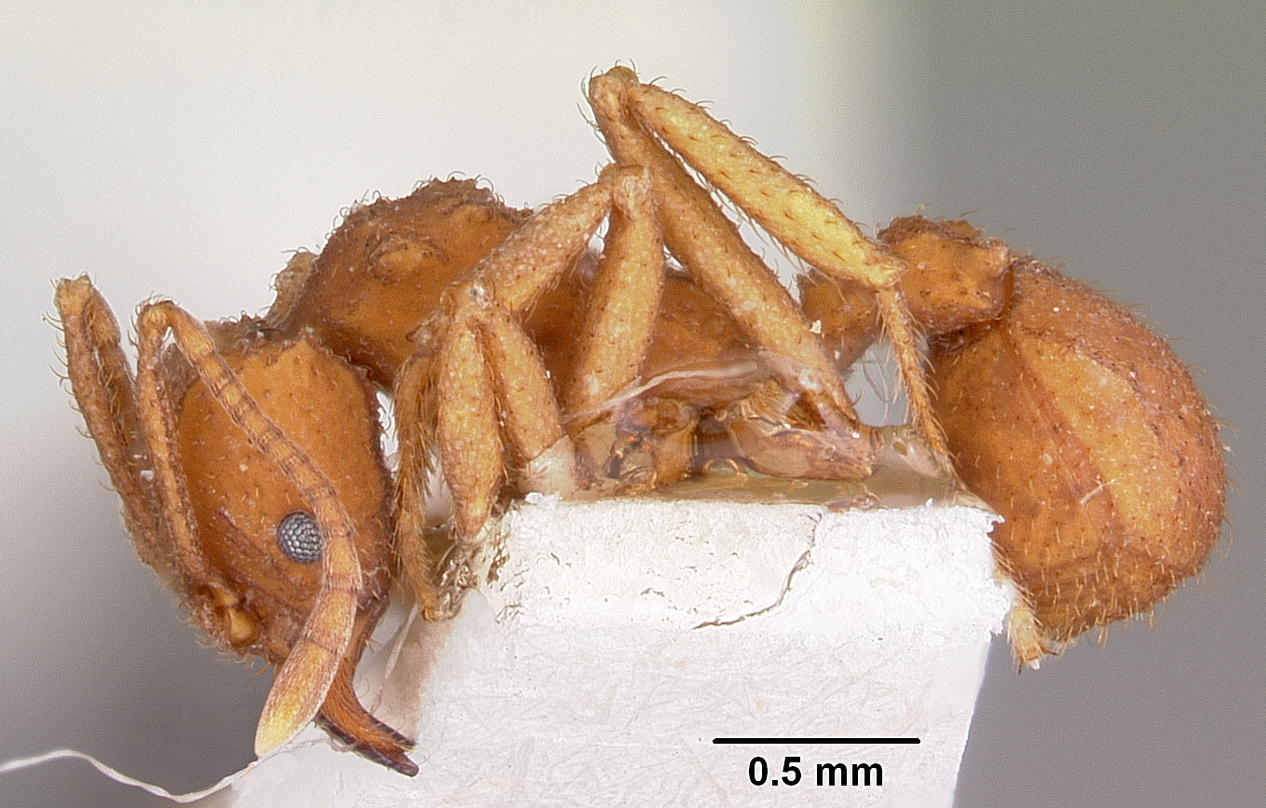
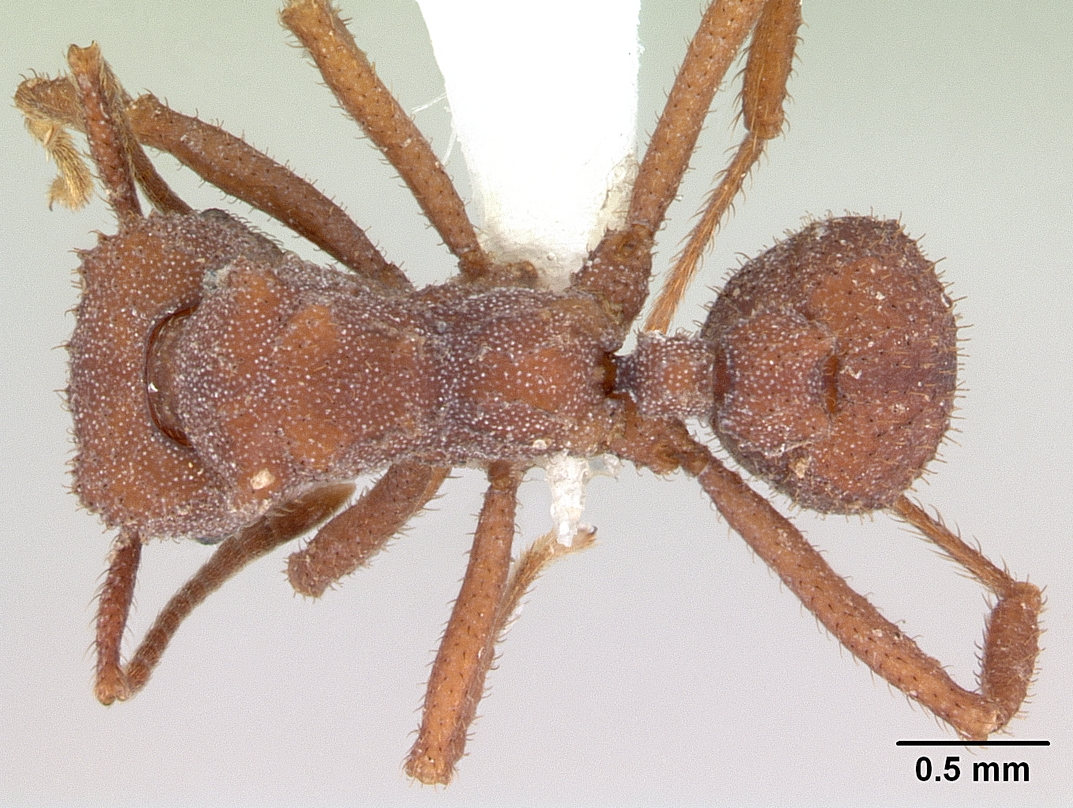
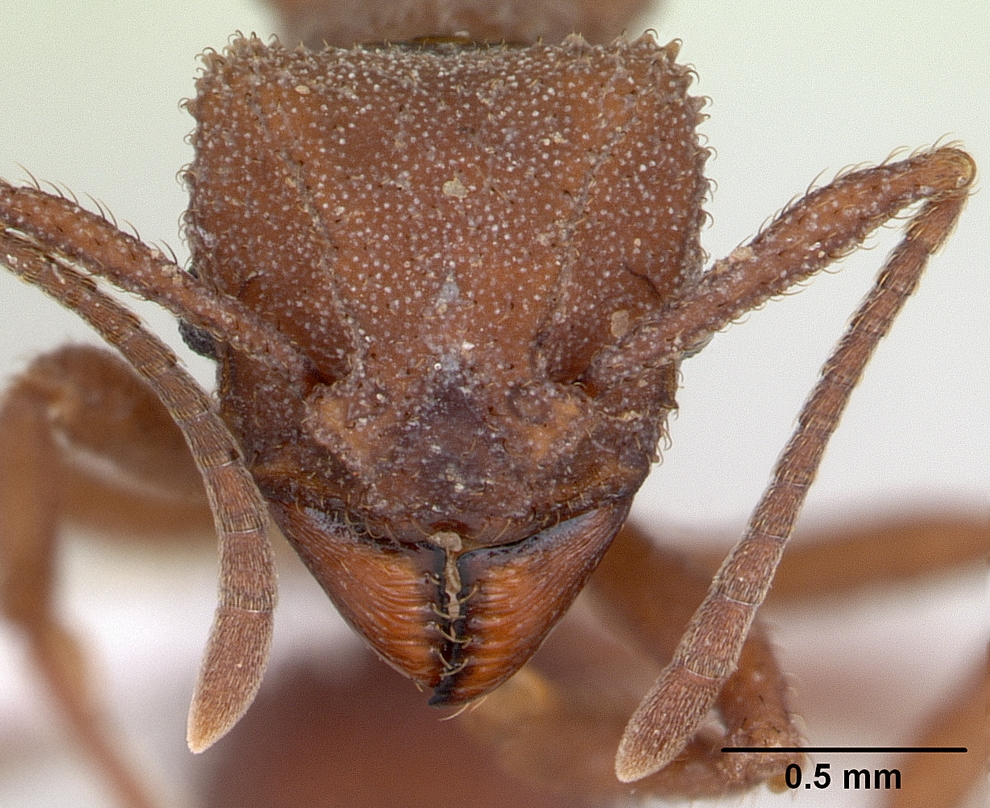